# 小行星2736
小行星2736（2736 Ops）是一颗围绕太阳公转的小行星。1979年7月23日，愛德華·鮑威爾在可可尼诺县发现了此天体。
該小行星以羅馬神話的生育女神奧普斯命名。
这颗小行星的绝对星等为64.61057483391777等。